# بوينغ كيه سي -135
بوينغ كيه سي -135  (بالإنجليزية: Boeing KC-135 Stratotanker)‏ هي طائرة تموين الوقود أنتجت في 1954 بالولايات المتحدة. من صناعة بوينغ. كانت تستخدم بشكل أساسي من قبل القوات الجوية الأمريكية. كان أول طيران لها في 31 أغسطس 1956. دخلت الخدمة في 1957، انتهت خدمتها في 2009. صنع منها 803 طائرة، وسعر الطائرة الواحدة منها هو 39.6 مليون دولار (Fiscal year98 constant dollars).